# کندال واستون
کندال جمال واستون منلی (اسپانیایی: Kendall Jamaal Waston Manley‎؛ زادهٔ ۱ ژانویهٔ ۱۹۸۸) بازیکن فوتبال اهل کاستاریکا است.
از باشگاه‌هایی که در آن بازی کرده‌است می‌توان به ناسیونال، ونکوور وایتکپس و سینسیناتی اشاره کرد.
وی همچنین در تیم ملی فوتبال کاستاریکا بازی کرده‌است.